# Калиново-Борщеватое
Калиново-Борщеватое (укр. Калинове-Борщувате) — село, относится к Попаснянскому району Луганской области Украины. Находится под контролем ЛНР.

## География
К северо-западу от села проходит линия разграничения сил в Донбассе (см. Второе минское соглашение). Соседние населённые пункты: город Первомайск на северо-востоке, посёлок Молодёжное на северо-западе, село Новоалександровка на западе, посёлок Калиново на юге, город Ирмино на юго-востоке.

## Население
Население по переписи 2001 года составляло 218 человек.

## Общие сведения
Почтовый индекс — 93279. Телефонный код — 6474. Занимает площадь 1,496 км². Код КОАТУУ — 4423856501.

## Местный совет
93350, Луганская обл., Попаснянский р-н, пгт. Калиново, ул. Ленина, 8а